# Düsseldorfer Turn- und Sportverein Fortuna 1895 2007-2008
Questa voce raccoglie le informazioni riguardanti il Düsseldorfer Turn- und Sportverein Fortuna 1895 nelle competizioni ufficiali della stagione 2007-2008.

## Stagione
Nella stagione 2007-2008 il Fortuna Düsseldorf, allenato da Uwe Weidemann, Wolf Werner e Norbert Meier, concluse il campionato di Regionalliga nord al 3º posto.

## Rosa
| N. |                        | Ruolo | Calciatore          |
| -- | ---------------------- | ----- | ------------------- |
| 1  | Germania (bandiera)    | P     | Frank Kirn          |
| 1  | Germania (bandiera)    | P     | Michael Melka       |
| 2  | Giappone (bandiera)    | C     | Ken Asaeda          |
| 3  | Germania (bandiera)    | C     | Claus Costa         |
| 4  | Croazia (bandiera)     | D     | Robert Palikuca     |
| 5  | Paesi Bassi (bandiera) | D     | Henri Heeren        |
| 6  | Germania (bandiera)    | D     | Jens Langeneke      |
| 7  | Germania (bandiera)    | C     | Marco Christ        |
| 9  | Germania (bandiera)    | A     | Christian Erwig     |
| 10 | Germania (bandiera)    | C     | Markus Anfang       |
| 11 | Germania (bandiera)    | A     | Sebastian Heidinger |
| 13 | Germania (bandiera)    | D     | Adrian Spier        |
| 14 | Germania (bandiera)    | C     | Oliver Hampel       |
| 15 | Germania (bandiera)    | A     | Ahmet Cebe          |

| N. |                     | Ruolo | Calciatore         |
| -- | ------------------- | ----- | ------------------ |
| 16 | Germania (bandiera) | C     | David Krecidlo     |
| 17 | Germania (bandiera) | C     | Andreas Lambertz   |
| 19 | Croazia (bandiera)  | A     | Ivan Pusic         |
| 20 | Albania (bandiera)  | A     | Bekim Kastrati     |
| 21 | Turchia (bandiera)  | D     | Hamza Çakır        |
| 22 | Germania (bandiera) | P     | Michael Ratajczak  |
| 23 | Polonia (bandiera)  | C     | Marek Klimczok     |
| 24 | Germania (bandiera) | D     | Fabian Hergesell   |
| 25 | Belgio (bandiera)   | A     | Axel Lawarée       |
| 26 | Turchia (bandiera)  | A     | Kenan Şahin        |
| 27 | Germania (bandiera) | D     | Kai Schwertfeger   |
| 30 | Germania (bandiera) | C     | Olivier Caillas    |
| 33 | Germania (bandiera) | P     | Patrick Nettekoven |

## Organigramma societario
Area tecnica
- Allenatore: Norbert Meier
- Allenatore in seconda: Uwe Klein
- Preparatore dei portieri: Michael Stahl
- Preparatori atletici:
- Analisi video:

## Calciomercato

### Sessione estiva
| Acquisti | Acquisti            | Acquisti                  | Acquisti |
| R.       | Nome                | da                        | Modalità |
| -------- | ------------------- | ------------------------- | -------- |
| D        | Olivier De Cock     | Club Bruges               |          |
| C        | Ken Asaeda          | Waldhof Mannheim          |          |
| C        | Marco Christ        | Aalen                     |          |
| A        | Christian Erwig     | Schalke 04                |          |
| C        | Oliver Hampel       | Amburgo                   |          |
| A        | Sebastian Heidinger | Pfullendorf               |          |
| D        | Fabian Hergesell    | Bayer Leverkusen II       |          |
| A        | Bekim Kastrati      | Eintracht Braunschweig    |          |
| C        | Marek Klimczok      | Cloppenburg               |          |
| A        | Axel Lawarée        | Augusta                   |          |
| P        | Michael Melka       | Borussia M'gladbach       |          |
| P        | Michael Ratajczak   | Rot-Weiß Erfurt           |          |
| D        | Adrian Spier        | Eintracht Francoforte U19 |          |
| C        | Tomislav Zivic      | Türkiyemspor Berlino      |          |

| Cessioni | Cessioni         | Cessioni         | Cessioni |
| R.       | Nome             | a                | Modalità |
| -------- | ---------------- | ---------------- | -------- |
| C        | Yusuf Adewunmi   | Petržalka        |          |
| D        | Oliver Barth     | Friburgo         |          |
| C        | Giuseppe Canale  | Lubecca          |          |
| C        | Gabriel Czajor   | F. Düsseldorf II |          |
| P        | Patrick Deuß     | Velbert          |          |
| A        | Marcus Feinbier  | Elversberg       |          |
| P        | Kenneth Kronholm | FSV Francoforte  |          |
| C        | Tim Kruse        | RW Oberhausen    |          |
| A        | Asim Kus         | Viktoria Goch    |          |
| A        | Marcel Podszus   | Kleve            |          |
| A        | Denis Wolf       | Rot-Weiß Erfurt  |          |

### Sessione invernale
| Acquisti | Acquisti        | Acquisti        | Acquisti |
| R.       | Nome            | da              | Modalità |
| -------- | --------------- | --------------- | -------- |
| A        | Kenan Şahin     | Coblenza        |          |
| C        | Olivier Caillas | Wehen Wiesbaden |          |

| Cessioni | Cessioni       | Cessioni             | Cessioni |
| R.       | Nome           | a                    | Modalità |
| -------- | -------------- | -------------------- | -------- |
| D        | Erdal Eraslan  | Kleve                |          |
| C        | Tomislav Zivic | Türkiyemspor Berlino |          |

## Risultati

### Regionalliga

#### Girone di andata
| Arbitro: | Kinhöfer |

|  |           |           |
|  | Marcatori | 75’ Çakır |

| Düsseldorf 7 agosto 2007, ore 19:45 CEST 2ª giornata | Fortuna Düsseldorf | 0 – 0 referto | Rot-Weiss Essen | LTU Arena (27 300 spett.)\| Arbitro: \| Meyer \| |
| Arbitro:                                             | Meyer              |               |                 |                                                  |

| Arbitro: | Zwayer |

|  |           |          |
|  | Marcatori | 8’ Erwig |

| Arbitro: | Kuhl |

|                              |           |  |
| Lawarée 55’ Erdem 77’ (aut.) | Marcatori |  |

| Arbitro: | Helwig |

|  |           |              |
|  | Marcatori | 16’ Lambertz |

| Arbitro: | Rafati |

|              |           |  |
| Lambertz 83’ | Marcatori |  |

| Dresda 5 settembre 2007, ore 19:30 CEST 7ª giornata | Dinamo Dresda | 0 – 0 referto | Fortuna Düsseldorf | Rudolf-Harbig-Stadion (13 331 spett.)\| Arbitro: \| Lupp \| |
| Arbitro:                                            | Lupp          |               |                    |                                                             |

| Arbitro: | Dittrich |

|                                    |           |  |
| Christ 15’ Lawarée 58’ (rig.), 61’ | Marcatori |  |

| Arbitro: | Wenkel |

|                 |           |  |
| Tornieporth 82’ | Marcatori |  |

| Arbitro: | Schempershauwe |

|  |           |                   |
|  | Marcatori | 45’ (rig.) Hirsch |

| Arbitro: | Steinhaus-Webb |

|                        |           |                   |
| Terranova 3’ Kruse 51’ | Marcatori | 30’, 45’ Kastrati |

| 29 settembre 2007 12ª giornata |  | – turno di riposo |  |  |

| Arbitro: | Zwayer |

|            |           |               |
| Christ 55’ | Marcatori | 87’ Stahlberg |

| Arbitro: | Willenborg |

|  |           |           |
|  | Marcatori | 4’ Hampel |

| Arbitro: | Gagelmann |

|  |           |                           |
|  | Marcatori | 67’ Neitzel 87’ Reichwein |

| Arbitro: | Joerend |

|  |           |                   |
|  | Marcatori | 9’ (rig.) Lawarée |

| Arbitro: | Zwayer |

|           |           |              |
| Erwig 90’ | Marcatori | 17’ Schembri |

| Arbitro: | Thielert |

|                                       |           |  |
| Biran 57’ Frahn 74’ Moritz 82’ (rig.) | Marcatori |  |

| Arbitro: | Meyer |

|                          |           |  |
| Christ 16’ Hergesell 57’ | Marcatori |  |

#### Girone di ritorno
| Arbitro: | Kuhl |

|  |           |                 |
|  | Marcatori | 87’ Patschinski |

| Essen 8 dicembre 2007, ore 14:00 CET 21ª giornata | Rot-Weiss Essen | 0 – 0 referto | Fortuna Düsseldorf | Georg-Melches-Stadion (13 056 spett.)\| Arbitro: \| Lupp \| |
| Arbitro:                                          | Lupp            |               |                    |                                                             |

| Arbitro: | Kinhöfer |

|                        |           |  |
| Hampel 10’ Lawarée 61’ | Marcatori |  |

| Arbitro: | Trautmann |

|                          |           |  |
| Löning 32’ Schindler 87’ | Marcatori |  |

| Arbitro: | Gorniak |

|                       |           |  |
| Lawarée 11’, 51’, 71’ | Marcatori |  |

| Arbitro: | Steuer |

|  |           |                                    |
|  | Marcatori | 42’ Şahin 62’ Lawarée 66’ Lambertz |

| Arbitro: | Frank |

|                    |           |                               |
| Lawarée 26’ (rig.) | Marcatori | 4’ Stocklasa 62’ (rig.) Ulich |

| Arbitro: | Thielert |

|             |           |                |
| N'Diaye 85’ | Marcatori | 16’, 26’ Şahin |

| Arbitro: | Willenborg |

|  |           |                         |
|  | Marcatori | 9’ Probst 90’ Jarakovic |

| Arbitro: | Preuß |

|                               |           |              |
| Oppermann 12’, 68’ Thomas 90’ | Marcatori | 24’ Lambertz |

| Arbitro: | Steinhaus-Webb |

|                                 |           |  |
| Christ 6’ Lambertz 75’ Cebe 90’ | Marcatori |  |

| 19 aprile 2008 31ª giornata |  | – turno di riposo |  |  |

| Arbitro: | Drees |

|                                                         |           |              |
| Großkreutz 23’, 34’ Toborg 32’ Thioune 56’ Chitsulo 62’ | Marcatori | 51’ Lambertz |

| Arbitro: | Aytekin |

|                                            |           |  |
| Lambertz 1’, 62’ Kastrati 29’ Palikuca 42’ | Marcatori |  |

| Arbitro: | Christ |

|          |           |                       |
| Zedi 43’ | Marcatori | 72’ Cebe 86’ Palikuca |

| Arbitro: | Stieler |

|                            |           |  |
| Christ 1’ Lawarée 20’, 42’ | Marcatori |  |

| Arbitro: | Perl |

|               |           |             |
| Danneberg 11’ | Marcatori | 33’ Lawarée |

| Arbitro: | Hartmann |

|                  |           |  |
| Lawarée 45’, 81’ | Marcatori |  |

| Arbitro: | Kircher |

|  |           |                                                        |
|  | Marcatori | 58’ (rig.) Langeneke 59’ Caillas 66’ Kastrati 77’ Cebe |

## Statistiche

### Statistiche di squadra
| Competizione      | Punti | In casa | In casa | In casa | In casa | In casa | In casa | In trasferta | In trasferta | In trasferta | In trasferta | In trasferta | In trasferta | Totale | Totale | Totale | Totale | Totale | Totale | DR  |
| Competizione      | Punti | G       | V       | N       | P       | Gf      | Gs      | G            | V            | N            | P            | Gf           | Gs           | G      | V      | N      | P      | Gf     | Gs     | DR  |
| ----------------- | ----- | ------- | ------- | ------- | ------- | ------- | ------- | ------------ | ------------ | ------------ | ------------ | ------------ | ------------ | ------ | ------ | ------ | ------ | ------ | ------ | --- |
| Regionalliga nord | 64    | 18      | 10      | 3       | 5       | 28      | 10      | 18           | 9            | 4            | 5            | 21           | 19           | 36     | 19     | 7      | 10     | 49     | 29     | +20 |
| Totale            | 64    | 18      | 10      | 3       | 5       | 28      | 10      | 18           | 9            | 4            | 5            | 21           | 19           | 36     | 19     | 7      | 10     | 49     | 29     | +20 |

### Andamento in campionato
| Giornata  | 1 | 2 | 3 | 4 | 5 | 6 | 7 | 8 | 9 | 10 | 11 | 12 | 13 | 14 | 15 | 16 | 17 | 18 | 19 | 20 | 21 | 22 | 23 | 24 | 25 | 26 | 27 | 28 | 29 | 30 | 31 | 32 | 33 | 34 | 35 | 36 | 37 | 38 |
| --------- | - | - | - | - | - | - | - | - | - | -- | -- | -- | -- | -- | -- | -- | -- | -- | -- | -- | -- | -- | -- | -- | -- | -- | -- | -- | -- | -- | -- | -- | -- | -- | -- | -- | -- | -- |
| Luogo     | T | C | T | C | T | C | T | C | T | C  | T  |    | C  | T  | C  | T  | C  | T  | C  | C  | T  | C  | T  | C  | T  | C  | T  | C  | T  | C  |    | T  | C  | T  | C  | T  | C  | T  |
| Risultato | V | N | V | V | V | V | N | V | P | P  | N  |    | N  | V  | P  | V  | N  | P  | V  | P  | N  | V  | P  | V  | V  | P  | V  | P  | P  | V  |    | P  | V  | V  | V  | N  | V  | V  |
| Posizione | 6 | 5 | 3 | 2 | 1 | 1 | 1 | 1 | 2 | 2  | 3  | 4  | 3  | 3  | 4  | 4  | 3  | 4  | 1  | 6  | 6  | 2  | 7  | 2  | 1  | 3  | 2  | 4  | 6  | 4  | 6  | 10 | 5  | 4  | 4  | 3  | 3  | 3  |

Legenda:

Luogo: C = Casa; T = Trasferta. Risultato: V = Vittoria; N = Pareggio; P = Sconfitta.

### Statistiche dei giocatori
| M. Anfang       | 22 | 0  | 3 | 0 |
| K. Asaeda       | 1  | 0  | 0 | 0 |
| O. Caillas      | 16 | 1  | 3 | 0 |
| A. Cebe         | 31 | 3  | 7 | 2 |
| M. Christ       | 28 | 5  | 7 | 0 |
| C. Costa        | 20 | 0  | 2 | 0 |
| O. De Cock      | 18 | 0  | 5 | 0 |
| C. Erwig        | 29 | 2  | 0 | 0 |
| O. Hampel       | 27 | 2  | 3 | 0 |
| H. Heeren       | 15 | 0  | 3 | 0 |
| S. Heidinger    | 23 | 0  | 3 | 0 |
| F. Hergesell    | 27 | 1  | 7 | 0 |
| B. Kastrati     | 23 | 4  | 2 | 0 |
| F. Kirn         | 0  | 0  | 0 | 0 |
| M. Klimczok     | 6  | 0  | 1 | 0 |
| D. Krecidlo     | 7  | 0  | 2 | 0 |
| A. Lambertz     | 30 | 8  | 7 | 0 |
| J. Langeneke    | 35 | 1  | 4 | 1 |
| A. Lawarée      | 36 | 15 | 4 | 0 |
| M. Melka        | 30 | 0  | 3 | 0 |
| P. Nettekoven   | 0  | 0  | 0 | 0 |
| R. Palikuca     | 26 | 2  | 8 | 1 |
| I. Pusic        | 0  | 0  | 0 | 0 |
| M. Ratajczak    | 6  | 0  | 0 | 0 |
| K. Schwertfeger | 1  | 0  | 0 | 0 |
| A. Spier        | 3  | 0  | 0 | 1 |
| H. Çakır        | 28 | 1  | 8 | 0 |
| K. Şahin        | 12 | 3  | 3 | 1 |